# تپه خابانادالو باغی
تپه خابانادالو باغی در شهرستان آوج، بخش مرکزی، روستای نیرج واقع شده و این اثر در تاریخ ۱۰ مهر ۱۳۸۰ با شمارهٔ ثبت ۴۱۰۸ به‌عنوان یکی از آثار ملی ایران به ثبت رسیده است.